# صفي أباد (فراغة)
صفي أباد (بالفارسية: صفی‌آباد) هي قرية تقع في إيران في قسم فراغة الريفي. يقدر عدد سكانها بـ 552 نسمة .